# Левніков Кирило Миколайович
Кирило Миколайович Левніков (рос. Кирилл Николаевич Левников; 11 лютого 1984, Ленінград) — російський футбольний арбітр. Арбітр ФІФА та УЄФА з 2016 року. Судить матчі в Прем'єр-лізі з 2014 року.

## Суддівська кар'єра
30 червня 2016 року Левніков дебютував у єврокубках під час матчу попереднього раунду Ліги Європи між командами «АІК» і «Бала Таун». Матч завершився з рахунком 2–0, а Левніков показав одну жовту картку.
Відсудив свій перший міжнародний матч на рівні збірних 12 червня 2017 року, коли Латвія перемогла з рахунком 1–2 команду Естонії.
Судив матчі Юнацької ліги УЄФА та матчі в чемпіонатах Греції, Саудівської Аравії.
22 травня 2022 року судив фінал Кубка Росії між командами «Спартак» (Москва) — «Динамо» (Москва).

## Особисте життя
Його дід — радянський футболіст Владислав Левніков. Батько — відомий футбольний суддя Микола Левніков. Одружений, має трьох дітей.

## Примітка
1. ↑  Referees — Rusland op FIFA.com
2. ↑  Wedstrijdgegevens AIK — Bala Town bij Voetbal.com. Gearchiveerd op 17 oktober 2018.
3. ↑  Wedstrijdgegevens Letland — Estland bij Voetbal.com. Gearchiveerd op 17 oktober 2018.
4. ↑  Почему Николай Левников сделал своему сыну только хуже - Блог Свисткова Свистока - Советский Спорт. web.archive.org. 10 жовтня 2016. Архів оригіналу за 10 жовтня 2016. Процитовано 2 січня 2024.